# Kornele
Kornele [pronunciación en polaco: /kɔrˈnɛlɛ/] (en alemán Kornellen) es un pueblo ubicado en el distrito administrativo de Gmina Stary Dzierzgoń, dentro del Condado de Sztum, Voivodato de Pomerania, en Polonia del norte. Se encuentra aproximadamente a 13 kilómetros al noreste de Stary Dzierzgoń, a 34 kilómetros al este de Sztum, y a 78 kilómetros al sureste de la capital regional Gdańsk.
Antes de 1945, el área fue parte de Alemania. Para la historia de la región, véase Historia de Pomerania.
El pueblo tiene una población de 80 habitantes.